# Dan Stanca
Dan Stanca (Bucareste, 30 de setembro de 1955) é um escritor da Roménia. Estudou filologia inglesa na Universidade de Bucareste e trabalhou no diário România Liberă até 2008.

## Obra
- Vântul sau țipătul altuia, 1992
- Aripile arhanghelului Mihail, 1996
- Apocalips amânat, 1997
- Ultima biserica, 1997
- Ritualul noptii, 1998
- Morminte străvezii, 1999
- Ultimul om, 1999
- Pasarea orbilor,2001
- Drumul spre piatră, 2002
- Mila frunzelor,2003
- A doua zi după moarte, 2003
- Mut, 2006
- Noaptea lui Iuda, 2007
- Cei calzi si cei reci , 2008
- Mutilare ,2010
- A doua zi dupa moarte ,2011
- Craii si mortii ,2012
- Mare amară, 2014
- Ghetsimani '51, 2015
- Anii frigului , 2017

## Prêmios
- Uniunii Scriitorilor din România, 2015, „Ghetsimani ’51” (Editura Cartea Românească).[2]